# التأكد من أمان الفيسبوك
التأكد من أمان الفيسبوك (والذي سمي في العادة أستجابة فيسبوك للأزمات) وهي عبارة عن ميزة أديرت من قبل شركة شبكة اجتماعية تسمى فيسبوك، وقد فُعّلت هذه الميزة من قبل الشركة خلال الكوارث الطبيعية أو الكوارث التي من صنع الإنسان والحوادث المرتبطة بالإرهاب للتحديد السريع ما إذا كان الأشخاص في المنطقة الجغرافية المتأثرة آمنين.

## التاريخ
لقد طورت هذه الميزة من قبل مهندسين فيسبوك وربما من قبل الاشخاص المستخدمين لمواقع التواصل الاجتماعي للتواصل مع الاصدقاء والعائلة في أعقاب زلزال توهوكو وتسونامي عام 2011  وسميت في الاصل لوحة رسائل الكوارث وقد تم تغيير هذا الأسم لفحص الامان قبل الإصدار، تم  تقديمها في الخامس عشر من تشرين الثاني  لعام 2014، قد كان أول إنتشار رئيسي له يوم السبت في الخامس والعشرين من نيسان عام 2015، في اعقاب زلزال نيبال في نيسان لعام 2015، وقد أنتشرت هذه الأداة مرة أخرى في أعقاب زلزال نيبال في نيسان لعام 2015  وخلال إعصار باتريشيا في المحيط الهادي في أكتوبر 2015 وأيضا خلال مداهمات باريس في نوفمبر 2015، وإن هذه الأخيرة كانت المرة الأولى التي أستخدمت فيها هذه الأداة استجابة لكارثة غير طبيعية، وفي الثاني والعشرين من آذار لعام2016 وخلال تقارير عن انفجارات في مطار ومحطة  قطار، في مدينة بروسلس، تم تفعيل الميزة مرة أخرى، لكن كان هناك تأخير في تشغيلها بعد ان تم الكشف عن انه كان عبارة عن هجوم قنابل انتحاري.
```
وفي الثاني من حزيران عام 2016، أعلنت فيسبوك أنها سوف تبدأ بتجارب مع تنشيط المجتمع لفحوصات الامان، ومع النظام الجديد، إن فحص الأمان سوف يكون منشط من خلال ضم عدد محدد من الأشخاص الذين ينشورون عن أزمة محددة بالأضافة إلى تنبيه من أحد مصادر فيسبوك الخارجية، إن المستخدمون أيضا سوف يكونون قادرين على مشاركة ونشر كلمة التحقق من الأمان بمجرد تنشيطه، أمل  فيسبوك أن التغيرات سوف تؤدي إلى إنتشارات أكثر تناسقا وتكرارا وتبسيطا حول العالم.
[
11
]
[
12
]
[
13
]
```

في الثامن من شباط عام 2017، أدخلت فيسبوك ميزة مساعدة المجتمع إلى أداة الأستجابة للأزمات الخاصة بفحص الأمان، حيث يسمح للمستخدمين بالبحث خلال الوظائف المعدلة ويوفر المساعدة المحلية لهم، وأيضا يمكنهم من التواصل مع المزودين عبر ماسنجر الفيسبوك،  وفي حزيران  عام 2017، أعلنت فيسبوك عن مجموعة من التحديثات لميزة فحص الامان تتضمن ميزة مساعدة المجتمع والتي تكون موجودة على سطح المكتب، وأصبح أيضا من الممكن للمستخدمين بدء جمع التبرعات من ضمن  فحص الأمان.

## التأكد من الأمان خلال زلزال نيبال
في يوم السبت في الخامس والعشرين من نيسان لعام 2015، ضرب زلزال مدينة نيبال مع وقوع خسائر تقدر بحياة بضعة الآلاف،  وفي غضون بضع ساعات من حدوث الزلزال، نشط  فيسبوك ميزة فحص الأمان في المنطقة، ولقد تم التعرف على المستخدمين الذين من الممكن أن يكونوا في المنطقة المتأثرة من قبل مدينتهم الحالية المدرجة في ملفهم الشخصي، بالأضافة إلى المكان الذي تمكنوا مؤخرا فيه  من الوصول إلى فيسبوك، وإن نسخة سطح المكتب من فحص الأمان أيضا زودت ملخصا موجزا للحدث وأرقام الأتصال بالطوارئ.
خلال التنشيط أكثر من سبع ملايين شخص في المناطق المتأثرة تم تمييزهم بالأمان، والذي أدى إالى إشعارات لأكثر من مئة وخمسون مليون صديق على المنصة.
تم نشرالآداة مرة آخرى في أعقاب زلزال نيبال في آيار 2015، حظيت أيضا بإهتمام عندما أبلغ بعض الأشخاص خارج حدود المنطقة المتأثرة من قبل فيسبوك أنهم آمنون.

## النشر في شهر تشرين الثاني خلال هجمات باريس
قام فيسبوك بنشر هذه الميزة خلال هجمات باريس 2015 في تشرين الثاني لعام 2015، وإن هذه كانت المرة الأولى التي نشط فيها فيسبوك هذه الميزة لهجوم شديد (أو أي كارثة غير طبيعية)، وكما ذكر أن خطة التنشيط والمنتج نفسه هو عمل مستمر في التقدم.